# Vivian Leslie de Cordova
Vivian Leslie de Cordova, britanski general, * 1892, † 1967.